# تيريزا سكانلان
تيريزا ميشيل سكانلان (بالإنجليزية: Teresa Michelle Scanlan)‏ هي ملكة جمال أمريكية ولدت في يوم 6 فبراير 1993 في مدينة كولتون في كاليفورنيا لعائلة كرواتية الأصل، تيريزا سكانلان هي الفائزة بمسابقة ملكة جمال أمريكا لسنة 2011 وذلك بعد فوزها بلقب ملكة جمال نبراسكا، حيث أصبحت أصغر فتاة تفوز باللقب بعمر ال17، مثلت نبراسكا لاحقاً في مسابقة ملكة جمال عالم أمريكا وفازت بلقب الوصيفة الأولى.

## الحياة الشخصية
تزوجت لعام واحد وتطلقت من تاجر السيارات جون موكاديو وألذي رزقت منه بإبنها الوحيد في سنة 2016. في سنة 2018 أعلنت انضمامها إلى حرس الطيران الوطني الأمريكي وبنفس الوقت هي لا تزال تكمل تعليمها في مدرسة بيركلي للقانون.

## روابط خارجية
- تيريزا سكانلان على موقع IMDb (الإنجليزية)